# Alexander Hamilton U.S. Custom House
La Alexander Hamilton U.S. Custom House est une maison de douane (Custom House) érigée en 1902–1907 par le gouvernement fédéral pour abriter les opérations de perception des droits pour le port de New York. 
Conçu par Cass Gilbert dans le style Beaux-Arts, il se trouve au 1 Bowling Green dans le Financial District près de la pointe sud de Manhattan à New York, à peu près au même endroit que Fort Amsterdam et Government House. 

## Histoire
La Custom House a été proposée en 1889 en remplacement de la précédente New York Custom House située au 55 Wall Street. En raison de divers désaccords, la douane de Bowling Green n'a été approuvée qu'en 1899; Gilbert a été sélectionné comme architecte à la suite d'un concours. Le bâtiment a été officiellement ouvert en 1907, et les peintures murales de la rotonde ont été ajoutées lors d'un projet de Work Projects Administration en 1938. Le service des douanes des États-Unis a quitté le bâtiment en 1974 et il a été abandonné pendant plus d'une décennie jusqu'à des rénovations à la fin des années 1980. En 1990, la Custom House a été rebaptisée pour commémorer Alexander Hamilton, l'un des pères fondateurs des États-Unis et son premier secrétaire au Trésor. 
Le bâtiment contient le George Gustav Heye Center du musée national des Indiens d'Amérique, qui a ouvert ses portes en 1994, ainsi que le tribunal de faillite des États-Unis pour le district sud de New York. Depuis 2012, il abrite également les Archives nationales de New York. La Custom House est un monument désigné de New York et un monument historique national, et une partie de l'intérieur est également désignée comme un monument de New York. 

## Description

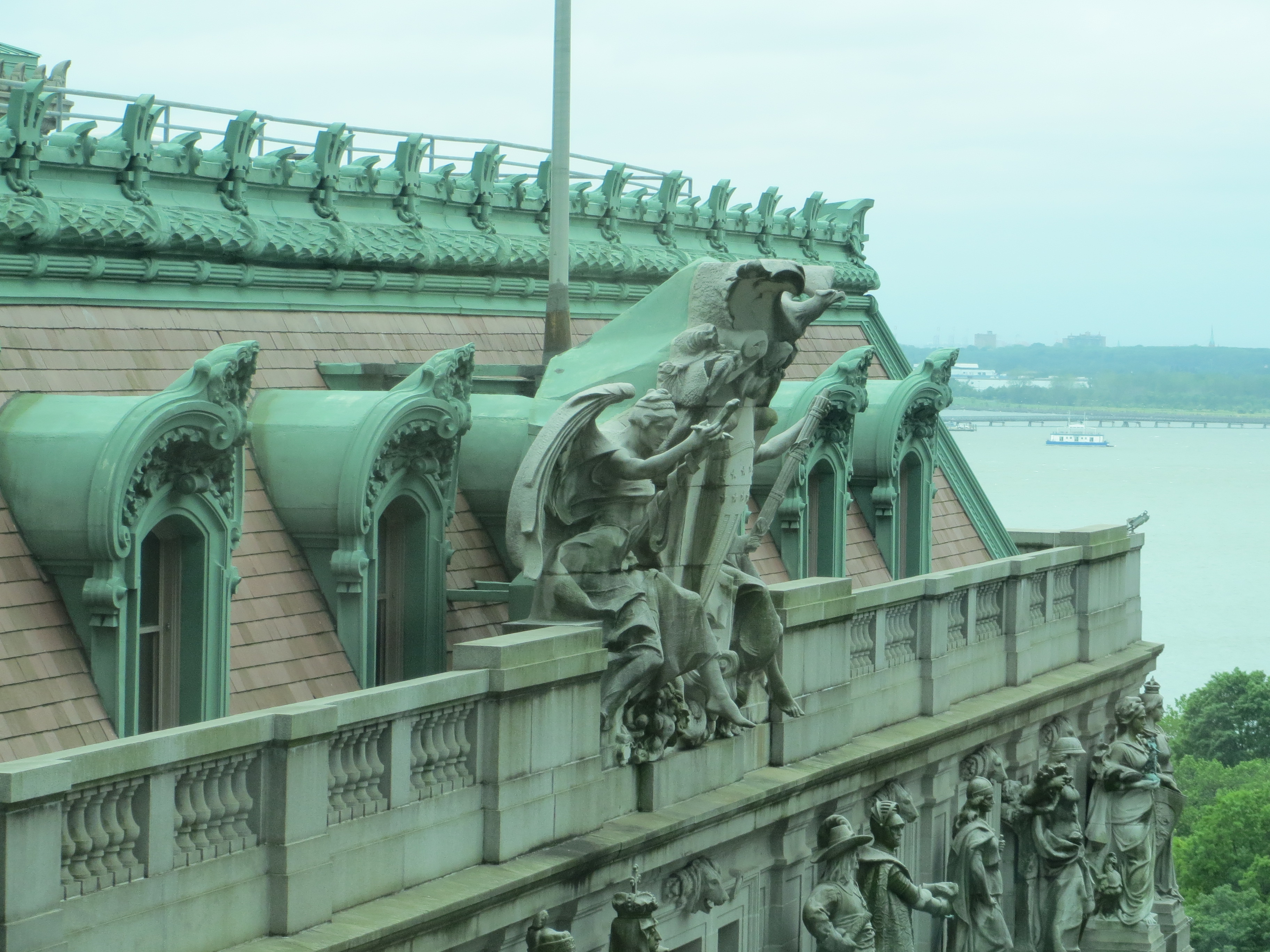
Détail du toit.

La Alexander Hamilton US Custom House comporte sept étages et a été conçu par Cass Gilbert dans le style Beaux-Arts,. Gilbert a conçu la structure de la même manière que les maisons personnalisées précédentes à New York, à savoir le Federal Hall d'Ithiel Town et le bâtiment New York Merchants Exchange d'Isaiah Rogers. 
Le bâtiment intègre les principes de planification des Beaux Arts et City Beautiful, alliant architecture, ingénierie et beaux-arts. Gilbert avait écrit en 1900 au sujet de ses plans pour un programme décoratif large et spécifique au site, qui « illustrerait le commerce des temps anciens et modernes, à la fois par terre et par mer »,. Des sculptures, des peintures et des décorations d'artistes bien connus de l'époque, tels que Daniel Chester French, Karl Bitter, Louis Saint-Gaudens et Albert Jaegers, embellissent diverses parties de l'intérieur et de l'extérieur. 

Rotunda murals
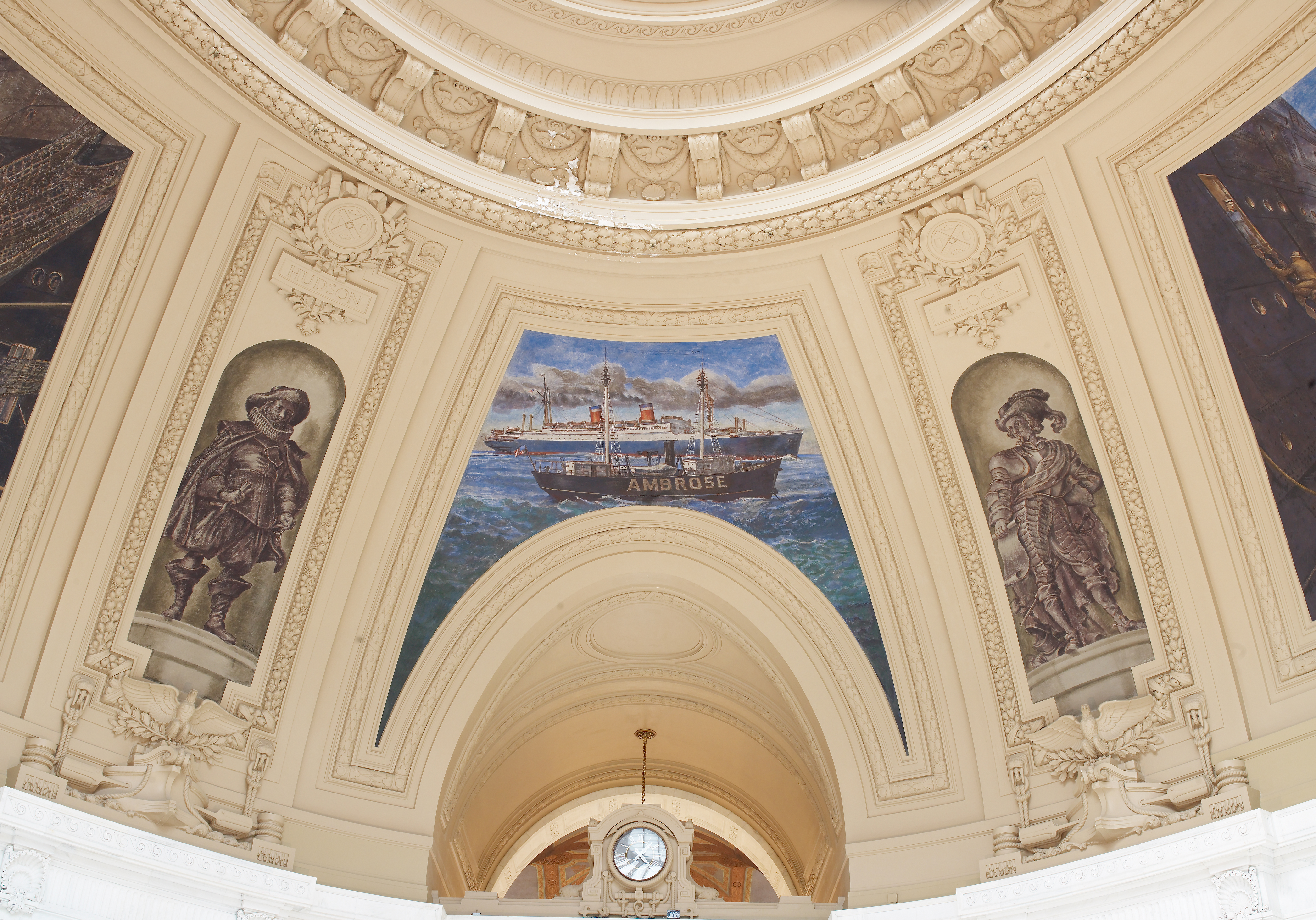
De gauche à droite: Explorateur Hudson, SS Washington Passing Ambrose Lightship, Explorateur Block.
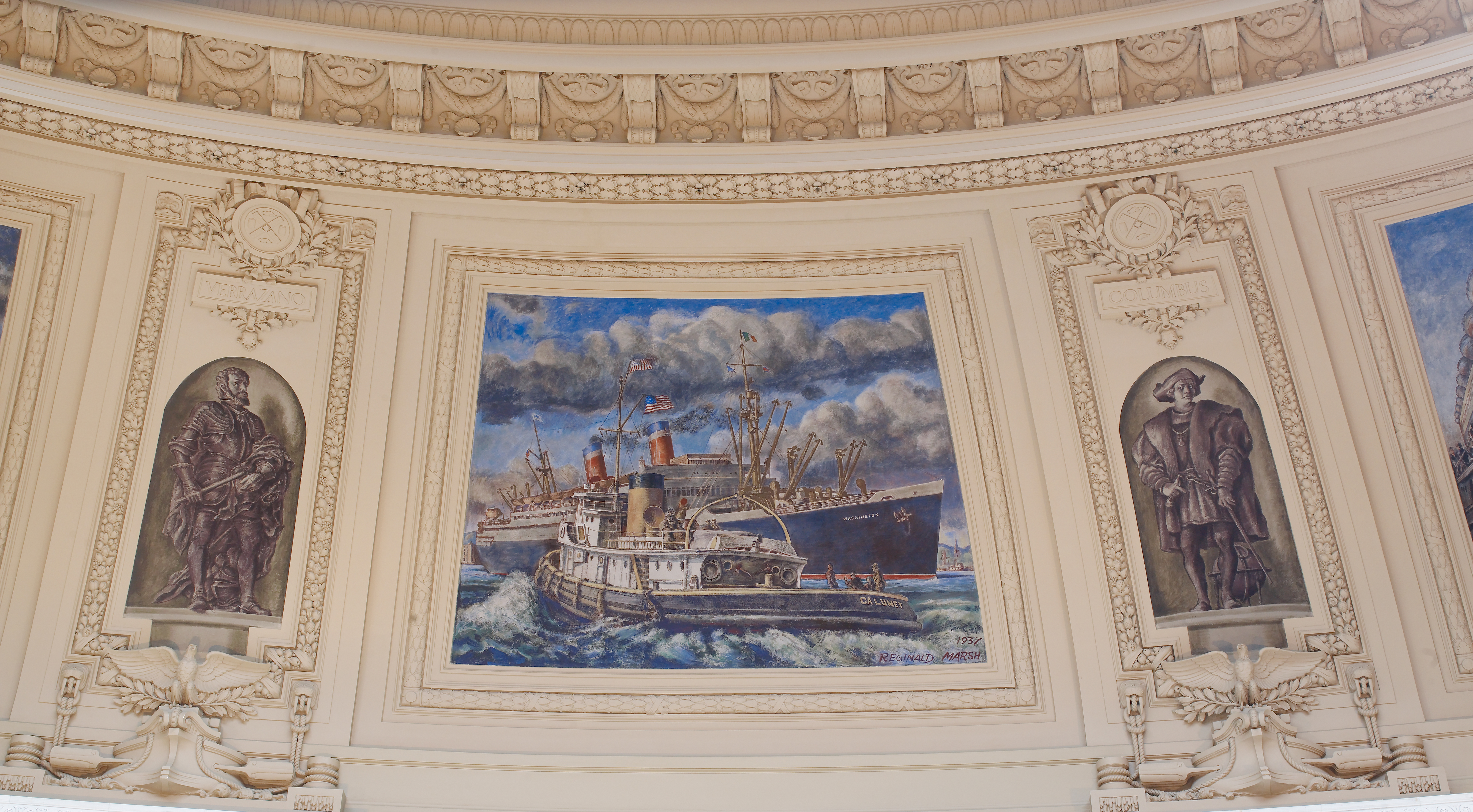
De gauche à droite : l' Explorateur Verrazano, Calumet Cutter de la Garde côtière rencontrant le SS Washington, l'Explorateur Christophe Colomb.
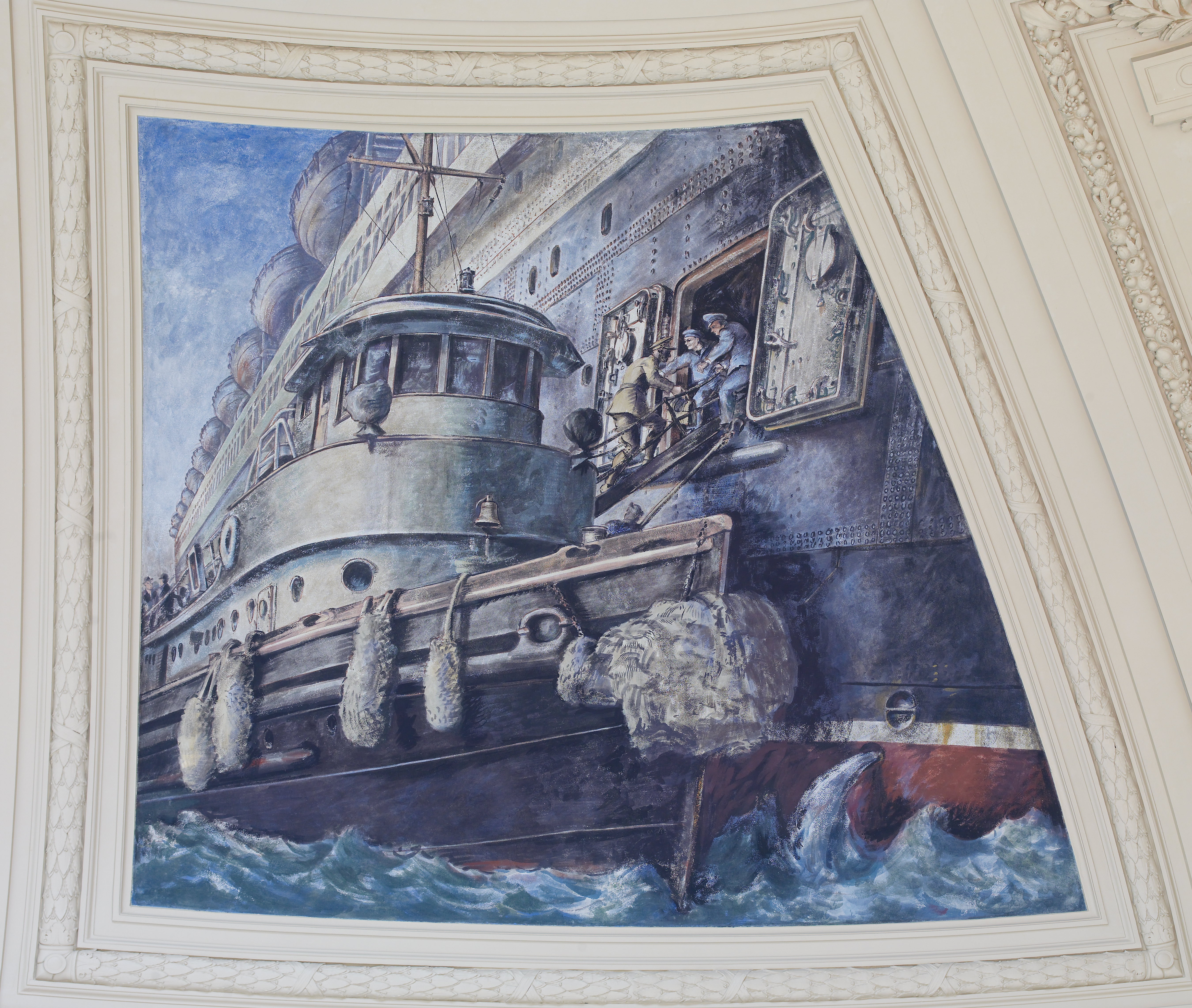
Embarquement des fonctionnaires des douanes.
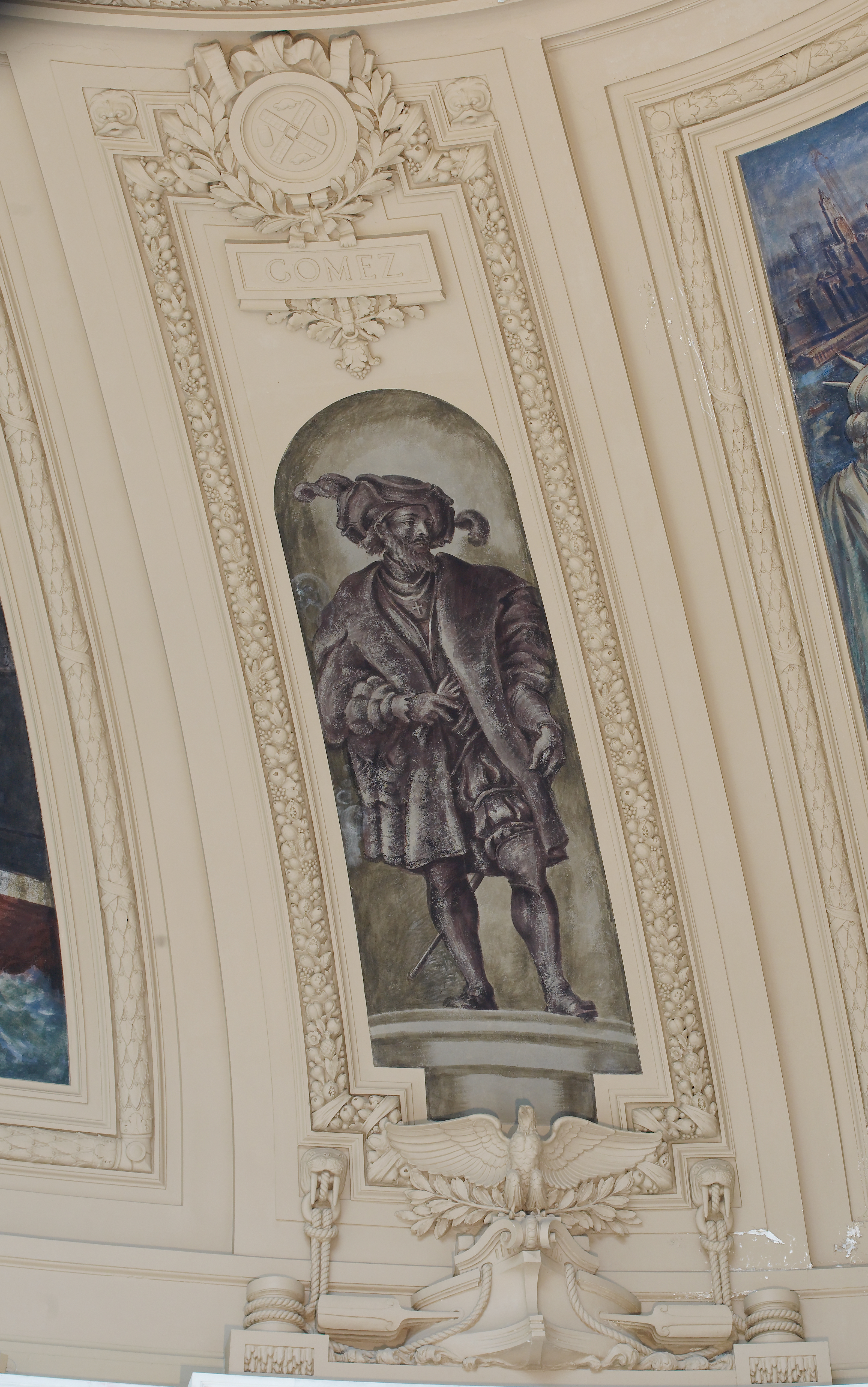
Explorateur Gomez.
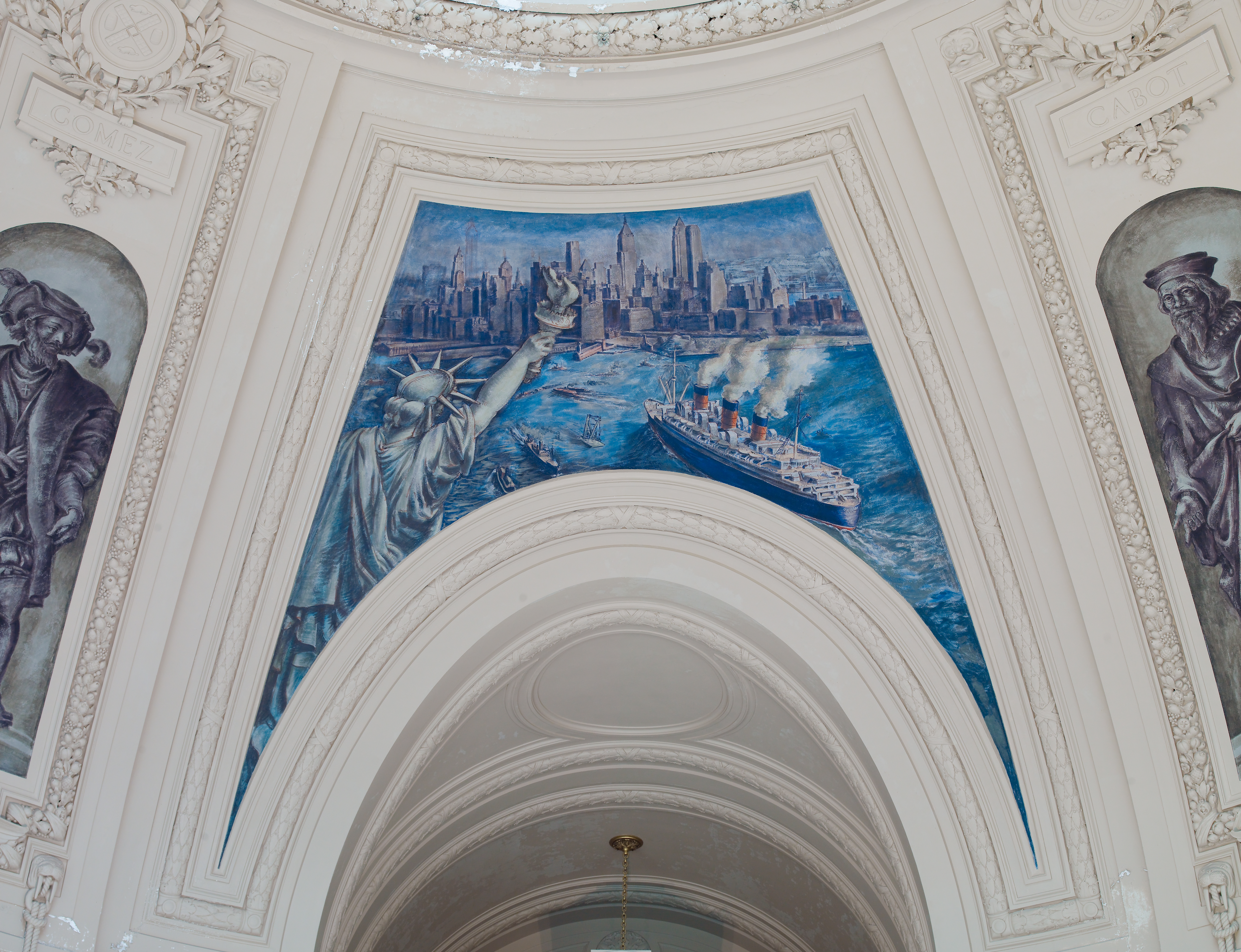
Passage de la Statue de la liberté.
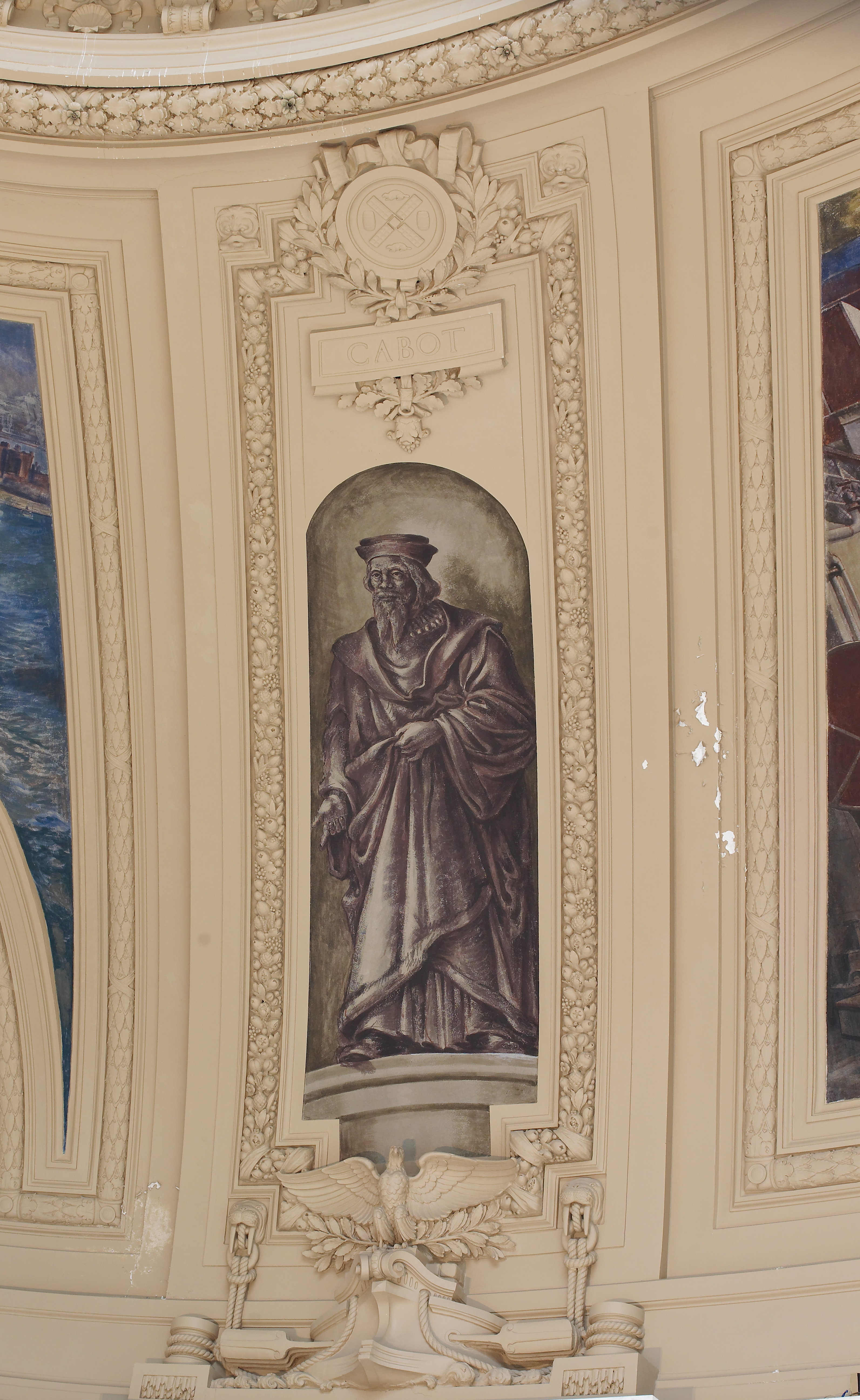
Explorateur Jean Cabot.
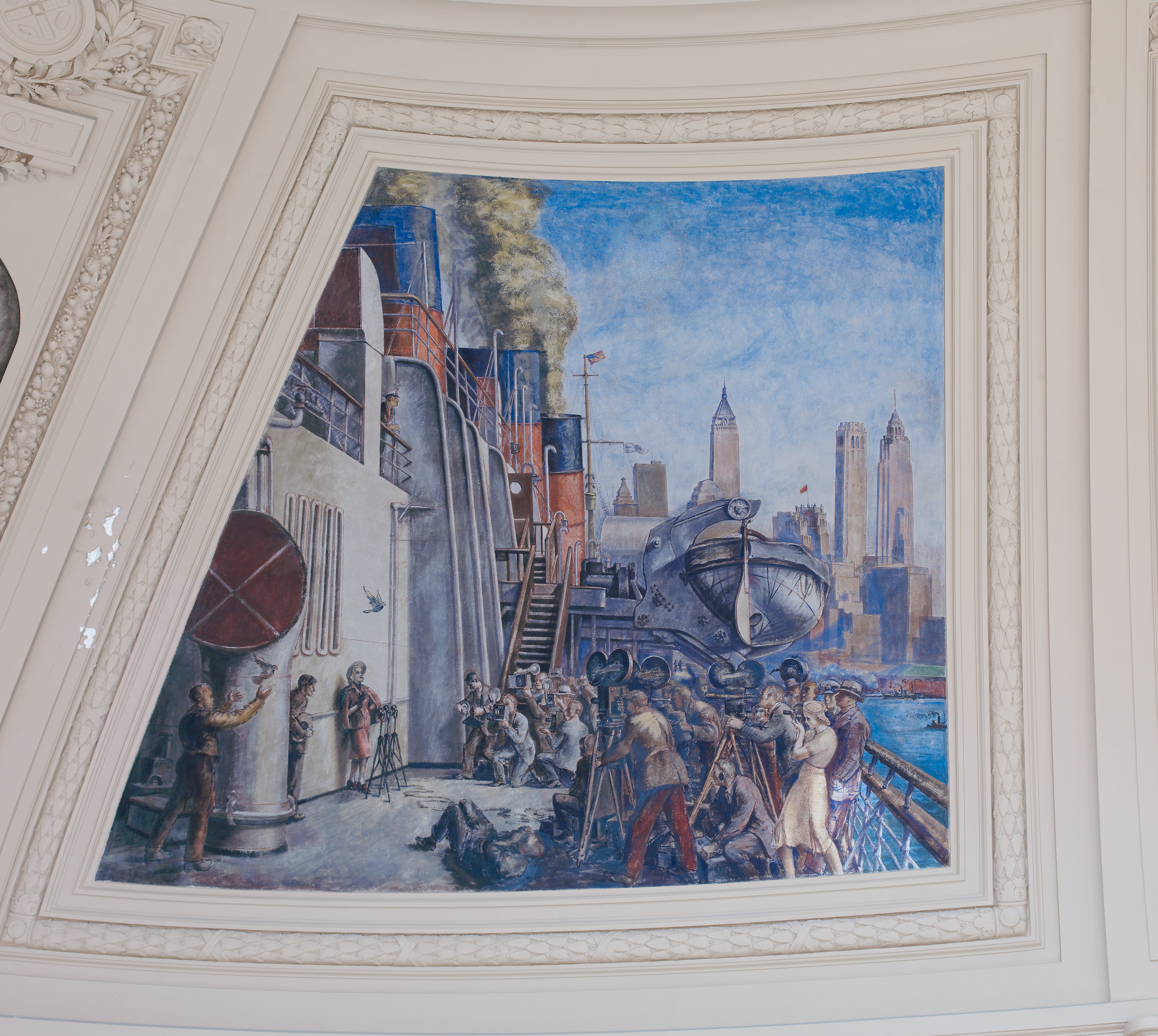
La presse interviewant une célébrité.
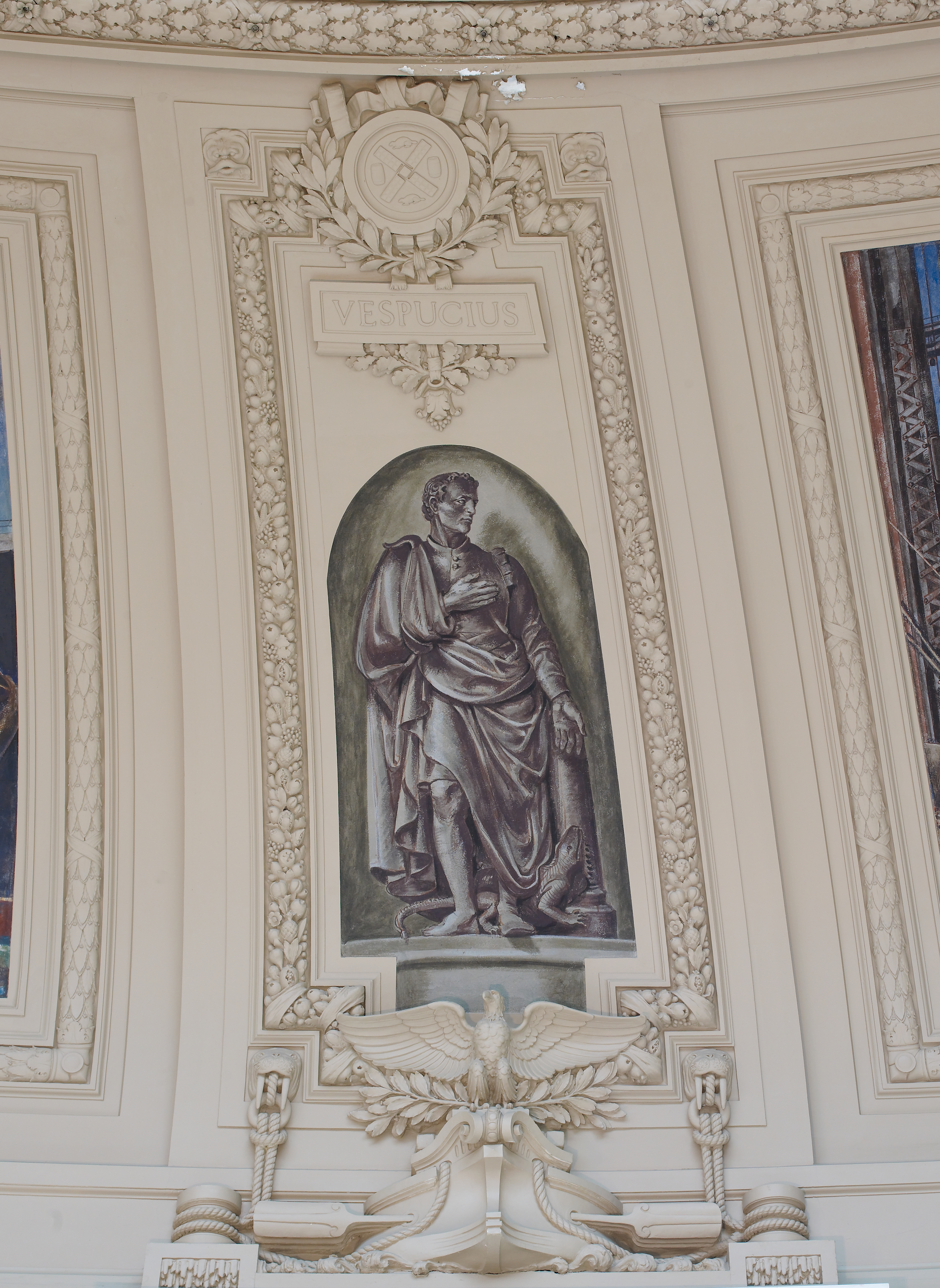
Explorateur Amerigo Vespucci.
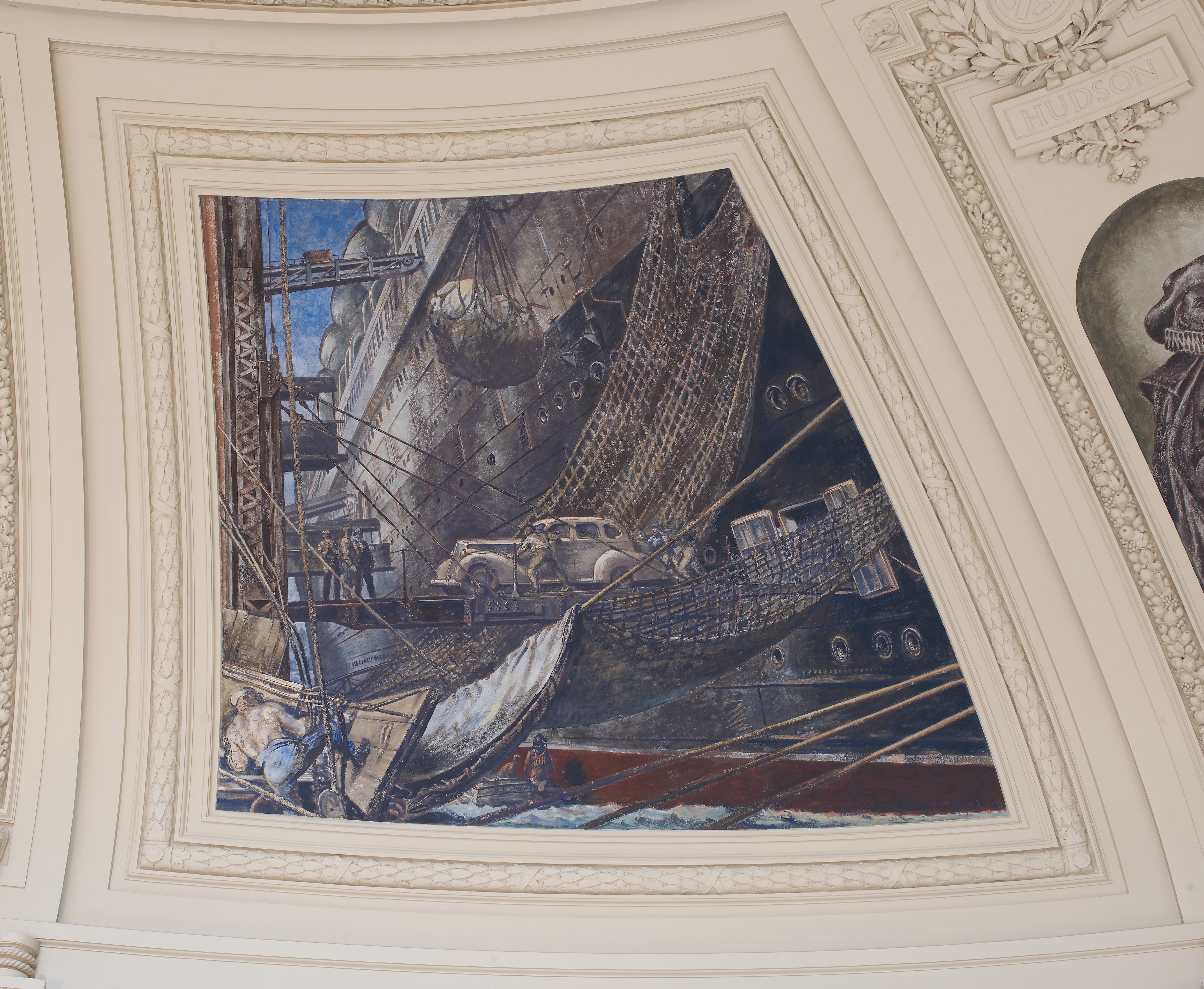
Déchargement de cargaison.

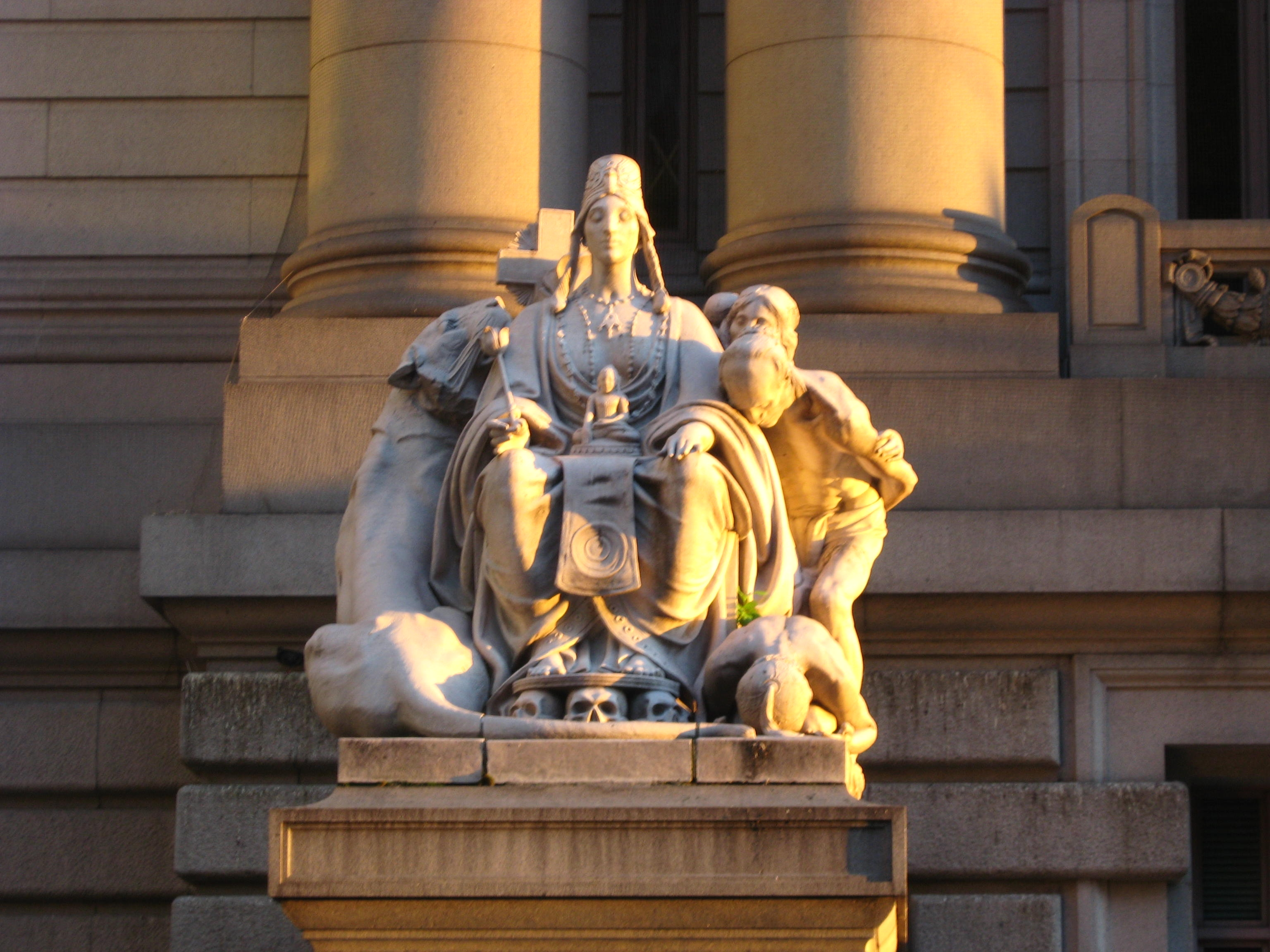
Asia de Daniel Chester French.
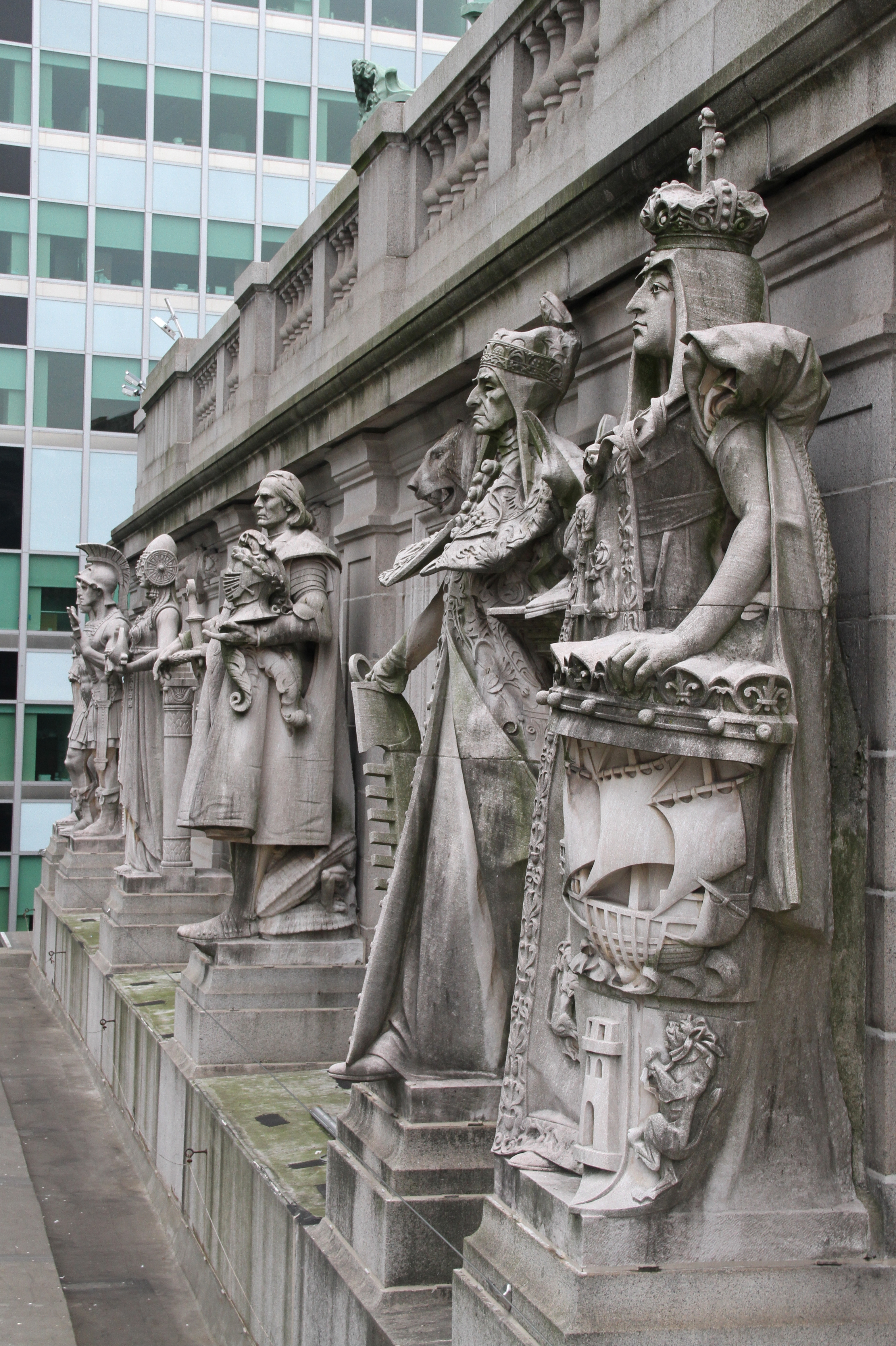
Sculptures de nations maritimes.
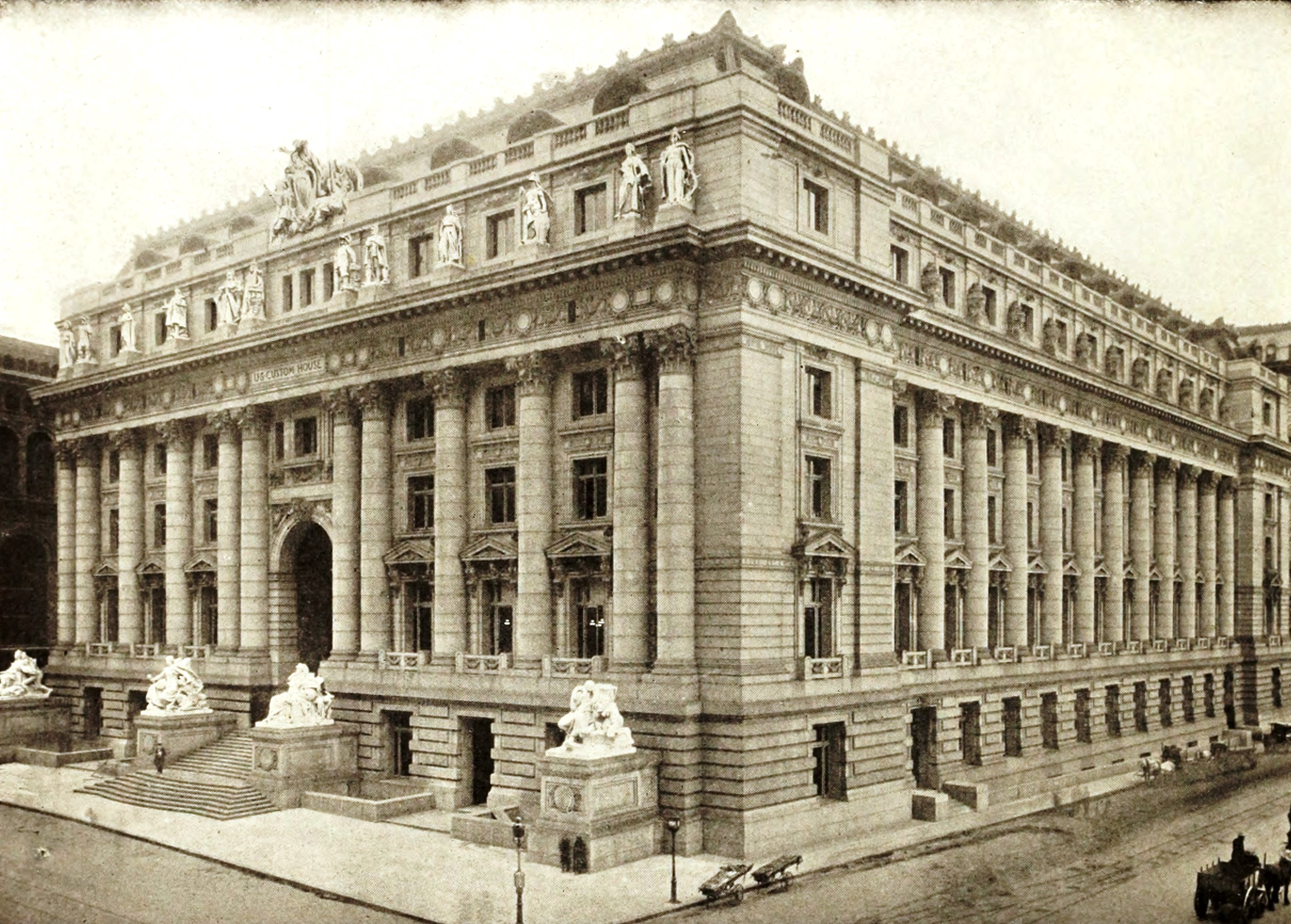
La douane en 1912.
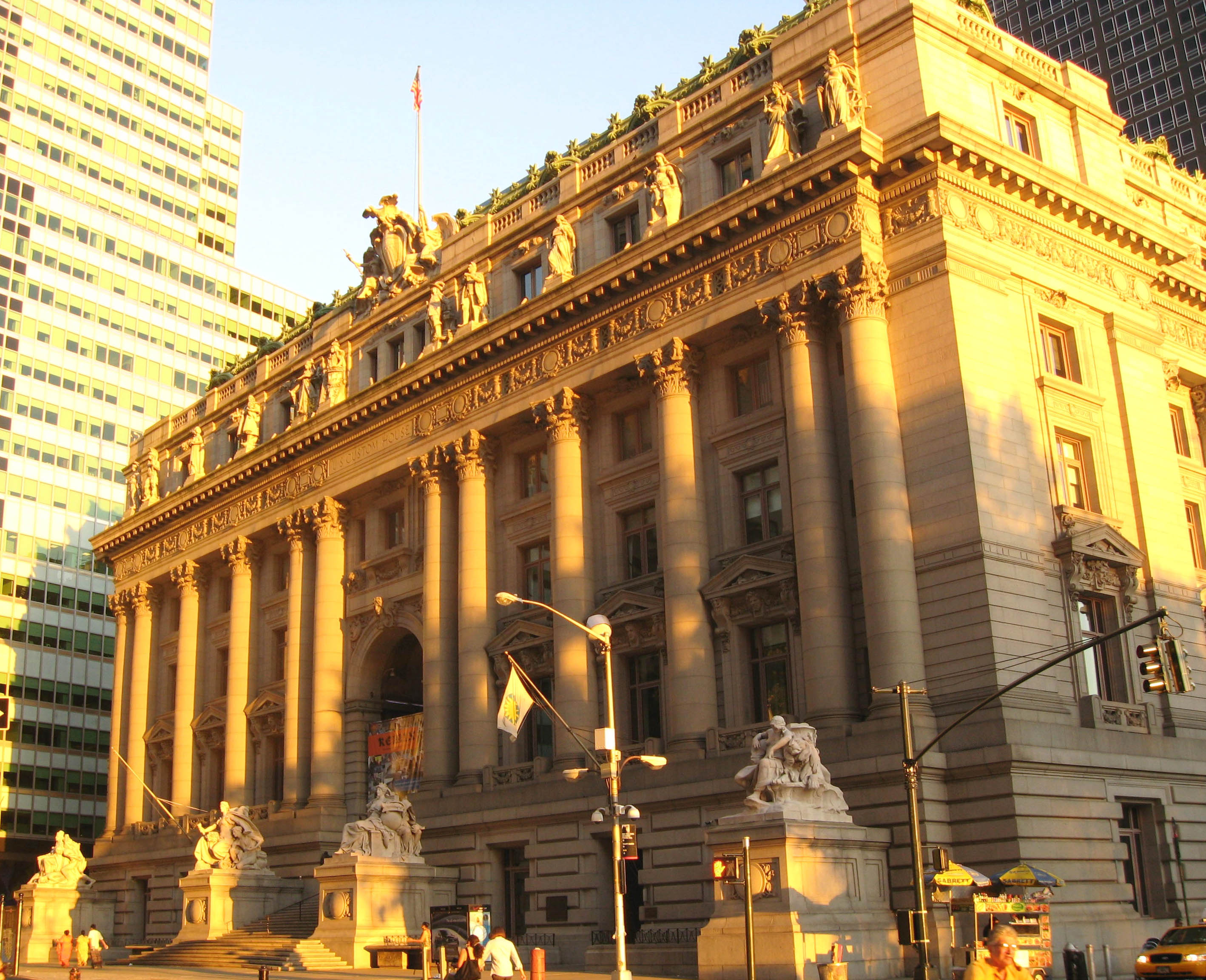
Vue au crépuscule.
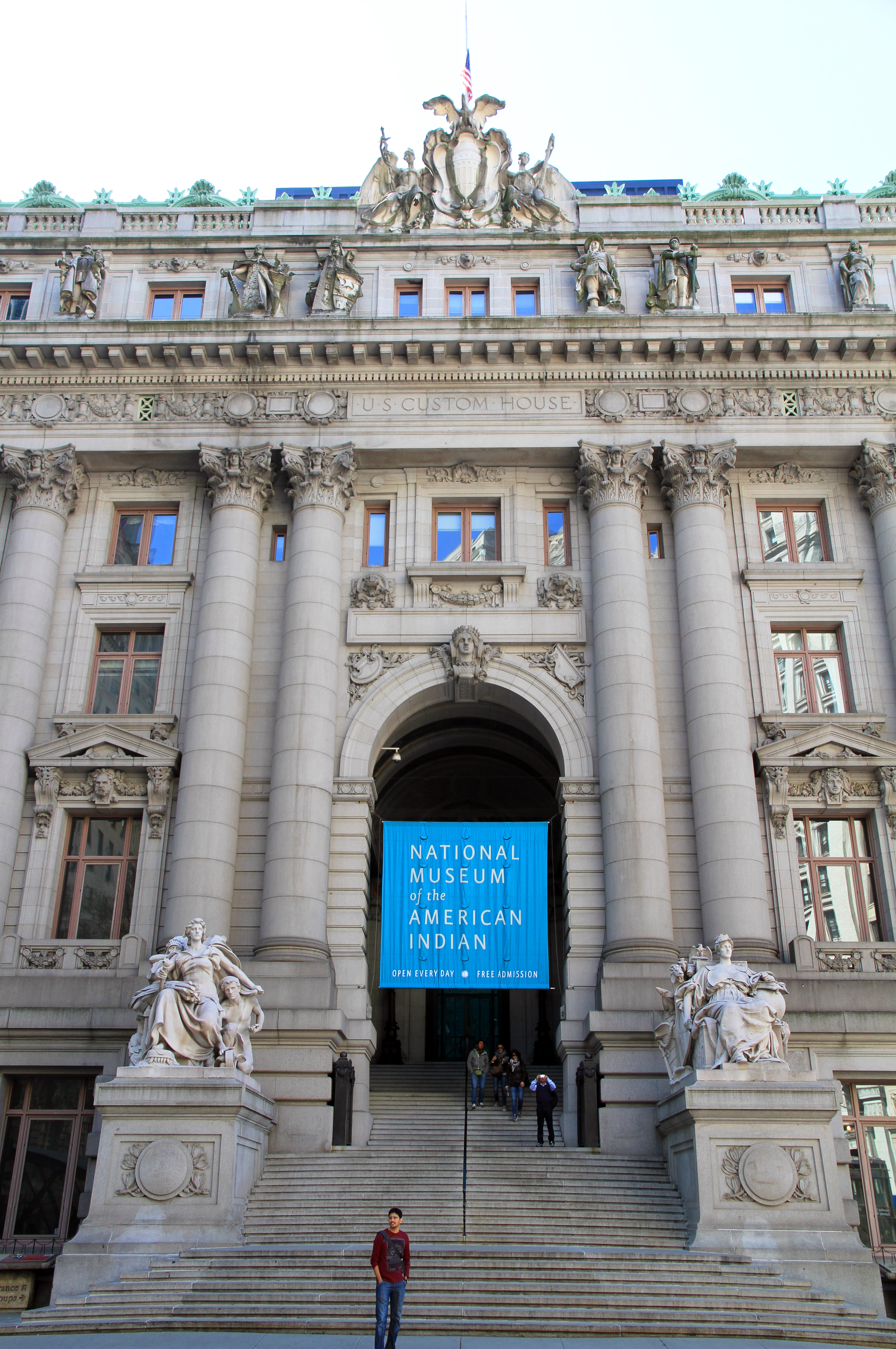
Entrée principale, vue en 2013.

## Ouverture du musée
Au début de 1987, le sénateur Moynihan proposait une législation qui remettrait le bâtiment au Musée des Indiens d'Amérique, qui occupait à l'époque Audubon Terrace dans l'Upper Manhattan. Cela a conduit à l'opposition de l'American Indian Community House, qui souhaitait occuper une partie de la Custom House, et qui a fait valoir que le musée était principalement géré par des non-Indiens. À l'époque, le Musée des Indiens d'Amérique souhaitait déménager parce que ses installations dans l'Upper Manhattan étaient insuffisantes, et la douane était proposée comme une alternative pour la relocalisation éventuelle du musée à Washington,. Le sénateur américain Daniel Inouye a introduit le Musée national de l'American Indian Act le mois suivant, ce qui aurait plutôt amené la collection à Washington. Un compromis a été trouvé en 1988, dans lequel le Smithsonian construirait son propre musée à Washington, et ferait également l'acquisition de la collection Heye, qu'il continuerait d'exploiter à New York à la Custom House,. La loi a été adoptée en 1989. 
En 1990, le bâtiment a été officiellement rebaptisé après Alexander Hamilton, le premier secrétaire au Trésor, par acte du Congrès. Le Centre George Gustav Heye du musée national des Indiens d'Amérique a ouvert ses portes dans la douane en octobre 1994. À cette époque, la majeure partie de l'espace était fermée depuis 20 ans. Le Heye Center occupait les trois étages inférieurs, tandis que le tribunal de faillite des États-Unis occupait deux étages supplémentaires. Les deux autres étages étaient inoccupés et n'avaient pas été rénovés, mais la GSA prévoyait de rénover les étages vacants.
Lors des attentats du 11 septembre 2001, le musée et le bâtiment étaient pour la plupart intacts, mais les débris aéroportés de l'effondrement du World Trade Center ont dû être évacués de certains des espaces intérieurs. Les zones d'exposition et d'accès public du Heye Center totalisaient à l'origine environ 1 900 m2. Le musée s'est ensuite étendu dans une partie du rez-de-chaussée en 2006. Six ans plus tard, les bureaux de la National Archives and Records Administration à New York ont déménagé dans la Custom House. 

## Réception et statut historique
La douane a été l'une des premières désignations de la Commission de préservation des monuments de la ville de New York, ayant été désignée comme point de repère extérieur officiel en octobre 1965 six mois après la fondation de la commission. Au moment de la désignation extérieure, la commission a déclaré qu'« à un moment donné dans le futur, ce bâtiment pourrait être en danger », car le gouvernement fédéral avait douté que la douane devienne un monument de la ville. L'intérieur de la douane a également été désigné monument officiel de la ville en 1979. Le bâtiment a été inscrit au registre national des lieux historiques en 1972, la désignation couvrant à la fois ses espaces intérieurs extérieurs et publics. Le site a également été déclaré monument historique national en 1976,,. 